# Makarska riviera

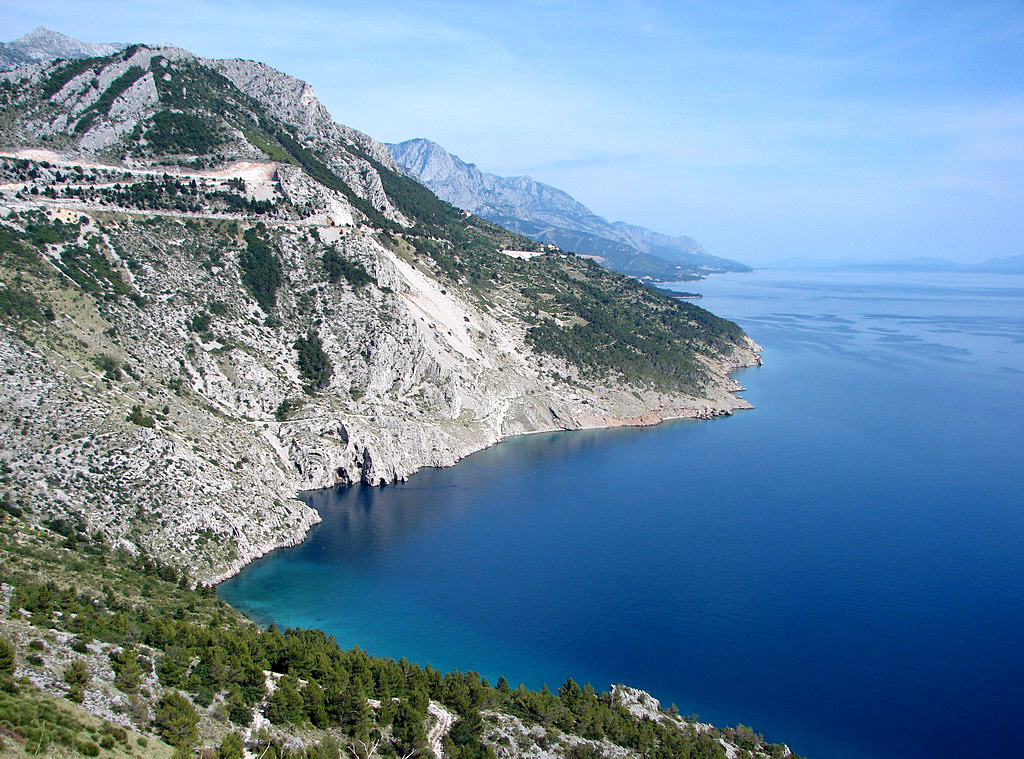
Vrulja, près d'Omiš

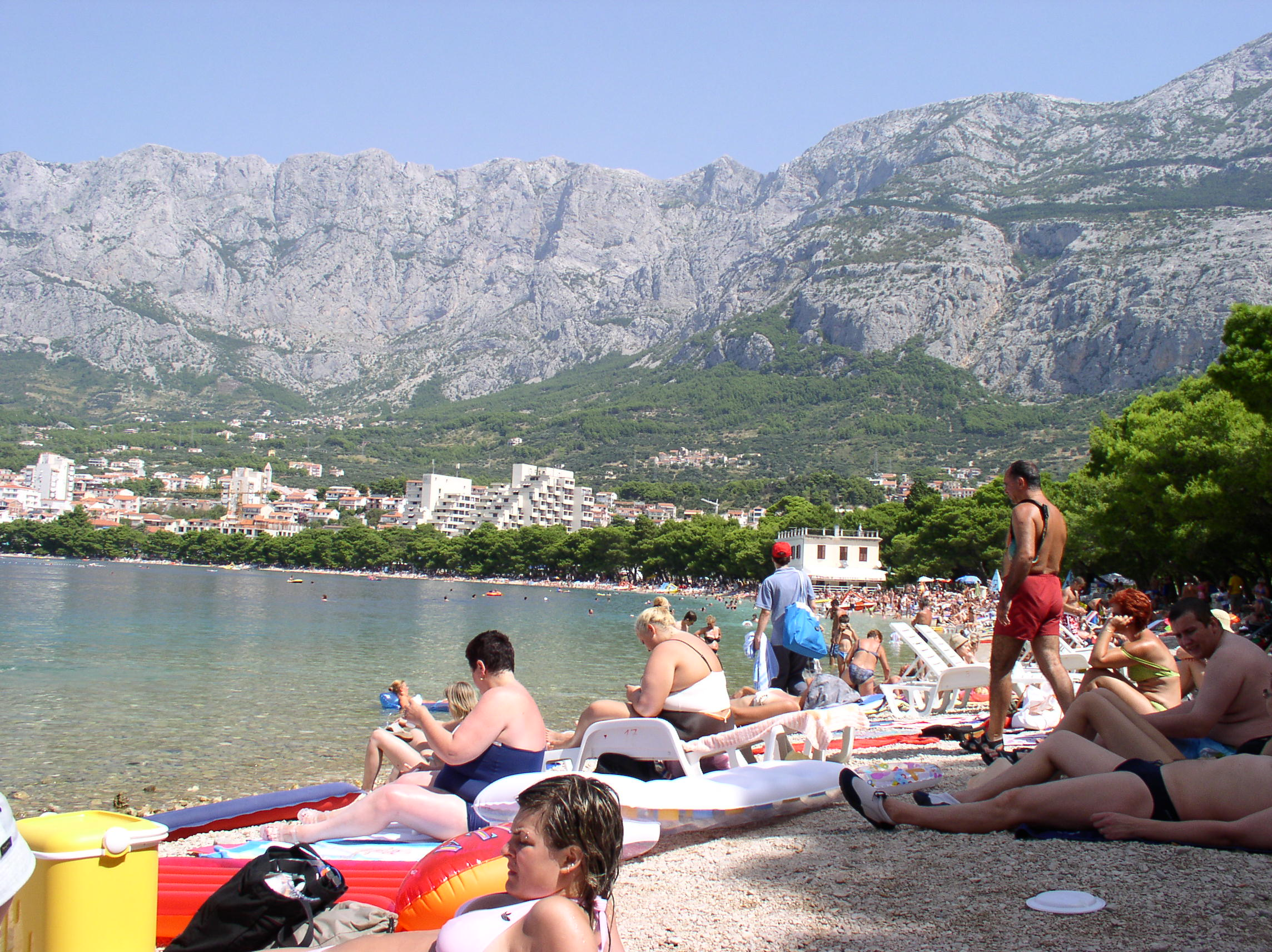
Plage touristique de la côte.

La Makarska riviera ou côte de Makarska désigne la partie dalmate de la côte croate sur l'Adriatique. Elle s'étend au pied du mont Biokovo sur une longueur de 60 kilomètres pour une largeur d'au plus quelques kilomètres. C'est une région touristique prisée en raison de l'ensoleillement et de ses plages de galets.

## Villes et villages
Une série de villes et villages se situent sur cette côte depuis la limite avec la côte d'Omiš au nord-ouest jusqu'au delta du Neretva au sud-est :
- Brela (1 618 hab.)
- Baška Voda (2 045 hab.)
- Promajna (456 hab.)
- Krvavica (287 hab.)
- Bratuš (-)
- Bast (136 hab.)
- Makarska (13 716 hab.)
- Tučepi (1 763 hab.)
- Podgora (1 534 hab.)
- Drašnice (328 hab.)
- Igrane (480 hab.)
- Zivogosce (538 hab.)
- Drvenik (500 hab.)
- Zaostrog (372 hab.)
- Podaca (716 hab.)
- Brist (453 hab.)
- Gradac (1 574 hab.)

### Sources
- (en) Cet article est partiellement ou en totalité issu de l’article de Wikipédia en anglais intitulé « Makarska Riviera » (voir la liste des auteurs).